# Croniades machaon
Croniades machaon är en fjärilsart som beskrevs av John Obadiah Westwood 1852. Croniades machaon ingår i släktet Croniades och familjen tjockhuvuden. Inga underarter finns listade i Catalogue of Life.